# Бранднер Омелян
Омеля́н (Емі́ль) Бра́нднер (чеськ. Emil Brandner; (1888, м. Опава, Сілезія, Австро-Угорщина — 30 грудня 1919, с. Красне, тепер Тиврівська селищна громада, Вінницька область) — сотник Української Галицької армії.

## Життєпис
Уродженець м. Опави, Сілезія. 
Капітан 12-го полку польової артилерії австро-угорської армії. 
В УГА з початку квітня 1919 року. Командир 8-го гарматного полку 8-ї бригади УГА. Помер від епідемічного висипного тифу 30 грудня 1919 року, в селі Краснім (зараз Тиврівський район Вінницької області. Похований там же 1 січня 1920 року.
У списках інтернованих поляками вояків УГА було прізвище однофамільця (можливо, брата) Омеляна Бранднера, також артилериста, командира 11-го гарматного полку 11-ї бригади УГА сотника Карла Бранднера (чеськ. Karel Brandner).